# Gmina Frederikssund (1970–2006)
Gmina Frederikssund (duń. Frederikssund Kommune) – istniejąca w latach 1970-2006 (włącznie) gmina w Danii w  okręgu Frederiksborg Amt. 
Siedzibą władz gminy było miasto Frederikssund. 
Gmina Frederikssund została utworzona 1 kwietnia 1970 na mocy reformy podziału administracyjnego Danii. Po kolejnej reformie administracyjnej w roku 2007 weszła w skład nowej gminy Frederikssund.

## Dane liczbowe
- Liczba ludności: (♀ 9168 + ♂ 9472) = 18 640
  - wiek 0-6: 9,4%
  - wiek 7-16: 13,4%
  - wiek 17-66: 64,8%
  - wiek 67+: 12,3%
- zagęszczenie ludności: 466,0 osób/km² (2004)
- bezrobocie: 3,9% osób w wieku 17-66 lat
- cudzoziemcy z UE, Skandynawii i USA: 90 na 10 000 osób
- cudzoziemcy z krajów Trzeciego Świata: 282 na 10 000 osób
- liczba szkół podstawowych: 6 (liczba klas: 90)